# Makana Baku
Makana Baku, né le 8 avril 1998 à Mayence (Allemagne), est un footballeur allemand  qui évolue au poste d'attaquant au OFI Crète en prêt du Legia Varsovie.

## Biographie

### En sélection
Le 5 septembre 2019, il joue son premier match avec les espoirs, lors d'une rencontre amicale face à la Grèce (victoire 2-0).

## Vie privée
Makana est le frère jumeau de Ridle Baku.